# Jörg Esefeld
Jörg Esefeld (* 1960 in Stuttgart) ist ein deutscher Architekt, Stadtplaner und Verleger mit Sitz in Stuttgart.

## Leben und Werk
Nach dem Abitur und einem Vorpraktikum in Salem studierte Esefeld von 1980 bis 1987 Architektur und Stadtplanung an der Universität Stuttgart. Nach dem Vordiplom 1982 verstärkte sich sein Interesse an Architekturgeschichte. 1983 bis 1986 war er wissenschaftliche Hilfskraft am Institut für Baugeschichte und Bauaufnahme der Universität Stuttgart bei Antonio Hernandez (* 1923; † 2012). 1983 absolvierte er eine Studienarbeit am Institut für leichte Flächentragwerke (IL) bei Frei Otto. 1987 beendete er sein Studium mit dem Diplom bei Klaus Humpert mit Auszeichnung. 1987 bis 1990 war er dann Assistent und wissenschaftlicher Mitarbeiter an der ETH Zürich (ORL-Institut, Lehrstuhl Benedikt Huber).
Danach begann die freiberufliche Tätigkeit, seit 1990 mit Heinz Nagler in Scala. Schon früh lag ein Arbeitsschwerpunkt im konzeptionellen Entwerfen. Kontinuierliche Lehraufträge an der FH Nürtingen und an der Universität Stuttgart im Fachbereich Stadtplanung. Kurz vor und während der Zeit an der ETH Zürich ergab sich durch Studien- und Arbeitsaufenthalte in Barcelona (1988 und die darauffolgenden Jahre) und Moskau (1987) ein verstärktes Interesse am Öffentlichen Raum. Durch Einbeziehen anderer Fachdisziplinen wie u. a. Soziologie, Physik oder Bildender Kunst wird interdisziplinäres Arbeiten deutlich. So entstand in Zusammenarbeit mit Werner Lorke nach einem Entwurf von Rosemarie Trockel und Karsten Höller das Kunstobjekt eyeball für die Expo Hannover 2000. Zeitweise war er Membre de l'Ordre des Architekten et Ingenieurs Conseil du Luxembourg.
- Gastkritik an der FH Konstanz (2003), an der Universität Stuttgart (2004 und 2016) an der FH Nürtingen (2020) und an der Akademie der bildenden Künste Stuttgart. Neben der Teilnahme an nationalen und internationalen Wettbewerben ist ein weiterer Schwerpunkt die Architektur der Erinnerung. Preisträger in einer Arge, Beispiel: Wettbewerb Denkmal für die ermordeten Juden Europas, Berlin 1995,
- Mitausrichtung Internationaler Workshop Zeichen der Erinnerung in Stuttgart 2001,
- Erinnerungszeichen (Ideenwettbewerb) 1. Preis für den Tahrir-Platz[6] (Kairo) zusammen mit Sayman Bostanci 2010/2012,
- 2004 Gründung des Verlages mit Johannes Traub edition esefeld & traub,
- 2006 Berufung in den Deutschen Werkbund und den BDA.

## Wettbewerbspreise (Auswahl)
- 1. Preis 2022 Offener, internationaler, städtebaulicher Ideenwettbewerb Stuttgart Weissenhof 2027, zusammen mit Arbeitsgemeinschaft Schmutz & Partner Freie Architekten Innenarchitekten mit Scala Freie Architekten Stadtplaner und Pfrommer + Roeder, alle Stuttgart.
- 1. Preis 2013 Olgakrippe in Stuttgart-Bad Cannstatt, Realisierung 2018–2021
- 1. Preis 2017 Schmalzmarkt mit Ideenteil Gablenberger Hauptstraße, Stuttgart
- 1. Preis 2011/2012 Internationaler Wettbewerb Tahrir-Platz 2011/2012, Kairo, Wettbewerbsvorschlag zusammen mit Sayman Bostanci
- 1. Preis 2005 Landesmuseum Württemberg Altes Schloss, Auswahlverfahren der Außenwerbeanlagen, Realisierung 2007, mit Switbert Greiner
- 1. Platz 2003/2004 Vorstadtplatz Nagold, Realisierungswettbewerb
- 1. Preis 1992 Umgestaltung Beethovenplatz Saarbrücken, Städtebaulicher Wettbewerb

## Projekte
2003–2007 international ausgerichtete Beratertätigkeit für den Aga Khan Trust For Culture für Projekte in Aleppo (Syrien) und Expeditionen nach Khorog. In Zusammenarbeit mit Anette Gangler und Kollegen vor Ort u. a. Thierry Grandin, Adli Qudsi und Khaldoun Fansa, erfolgte der Umbau der Stadträume um die Zitadelle von Aleppo und wurde 2007 weitgehend fertiggestellt.

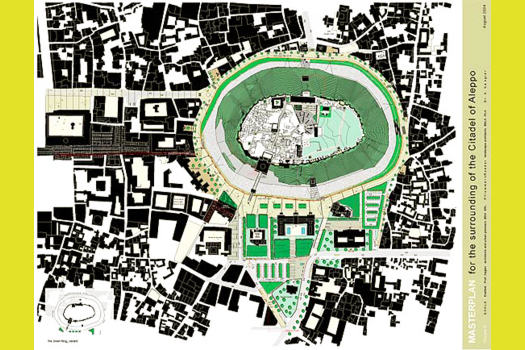
Lageplan der Zitadelle von Aleppo
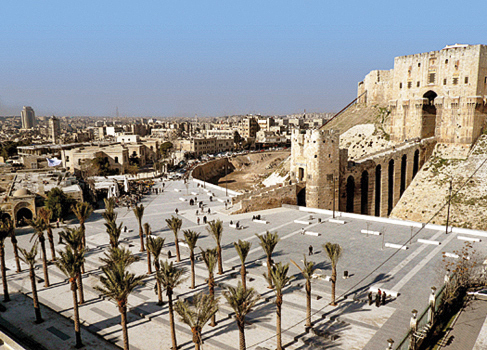
Zitadelle von Aleppo, Palmenplatz und Blick auf die Zitadelle
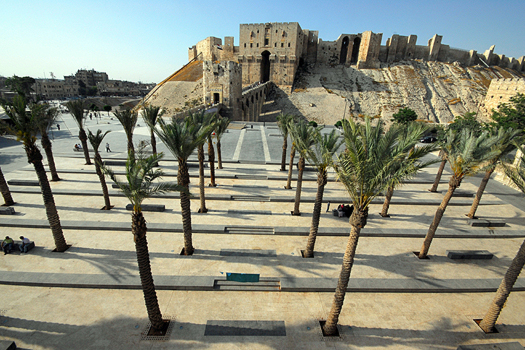
Zitadelle von Aleppo, Blick vom Palmenplatz auf die Zitadelle

2006 erschien zum Thema Architektur und Erinnerung zusammen mit Werner Lorke das Buchprojekt Bunkerbiotop – im Bunkerhotel unter dem Marktplatz von Stuttgart.

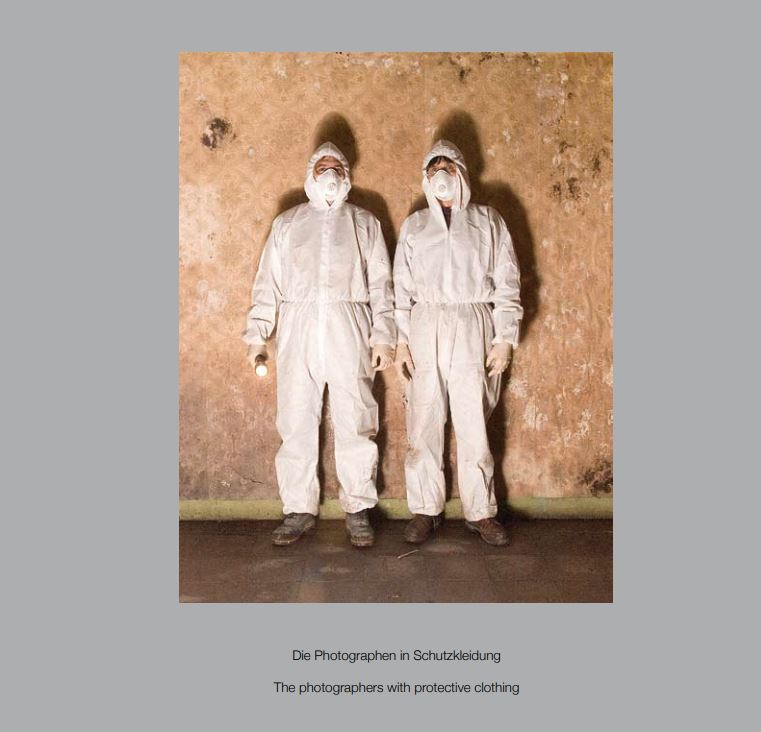
Fotografen mit Schutzanzügen
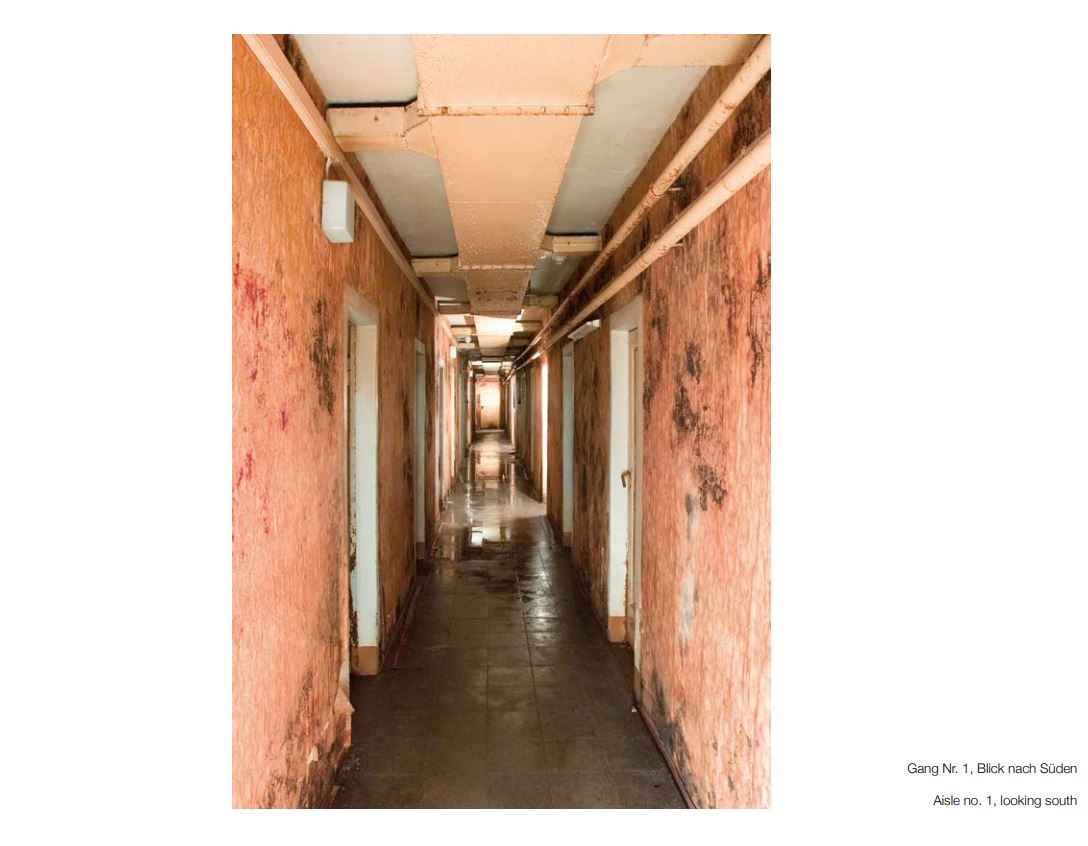
Bunkerbiotop Gang Nr. 1 unter dem Marktplatz in Stuttgart
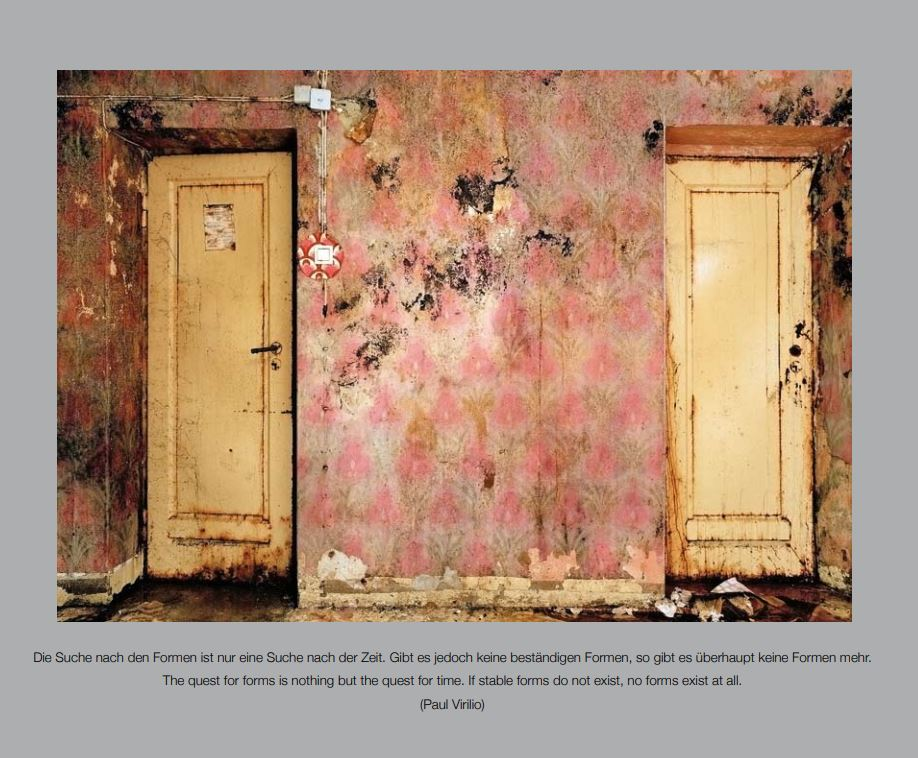
Bunkerbiotop unter dem Marktplatz in Stuttgart, Wand mit zwei Türen
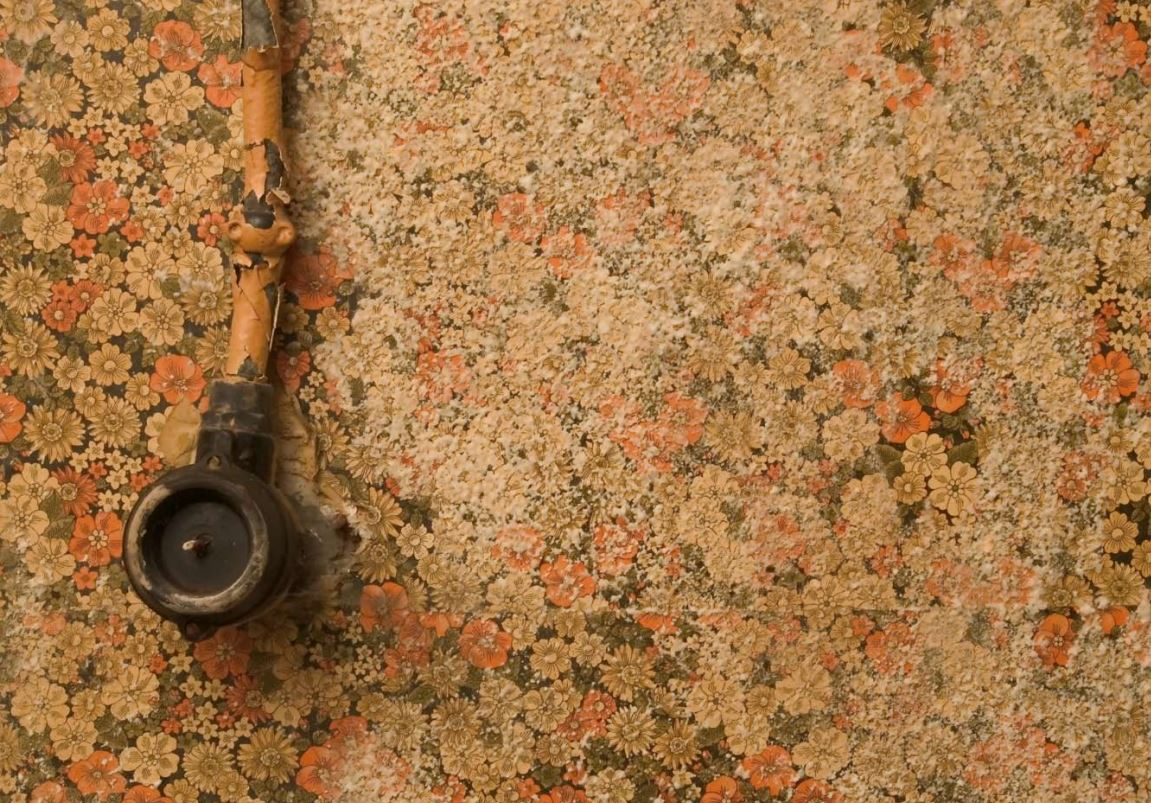
Bunkerbiotop unter dem Marktplatz in Stuttgart, Wand mit Lichtschalter

2021 folgte die Fertigstellung des Projekts Olgakrippe in Stuttgart-Bad Cannstatt. Wettbewerb 1. Preis 2013 in Arge mit Jeggle Architekten 
Namensgebung Königin Olga von Württemberg (1822–1892) 

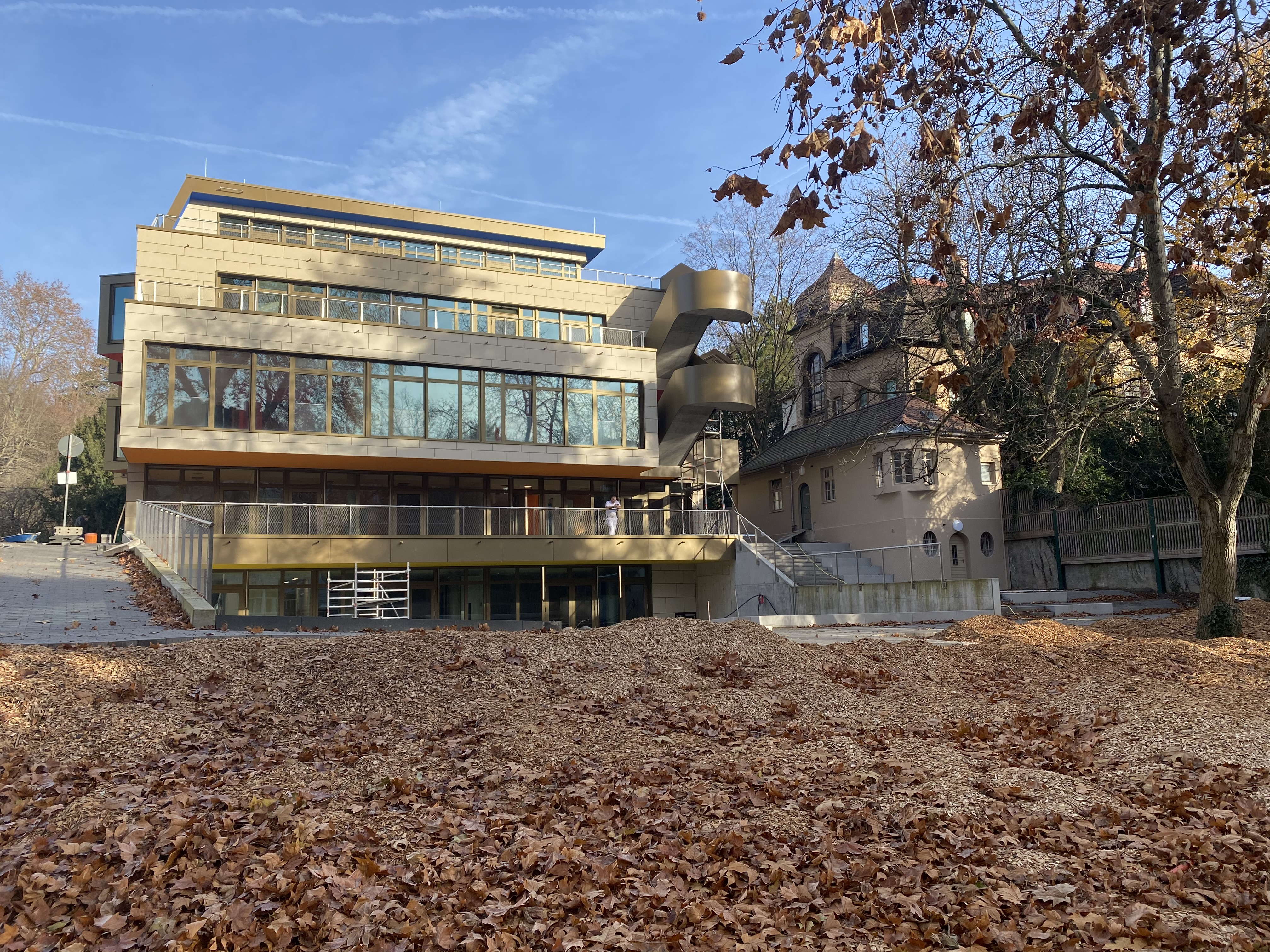
Olgakrippe Taubenheimstraße Stuttgart-Bad Cannstatt
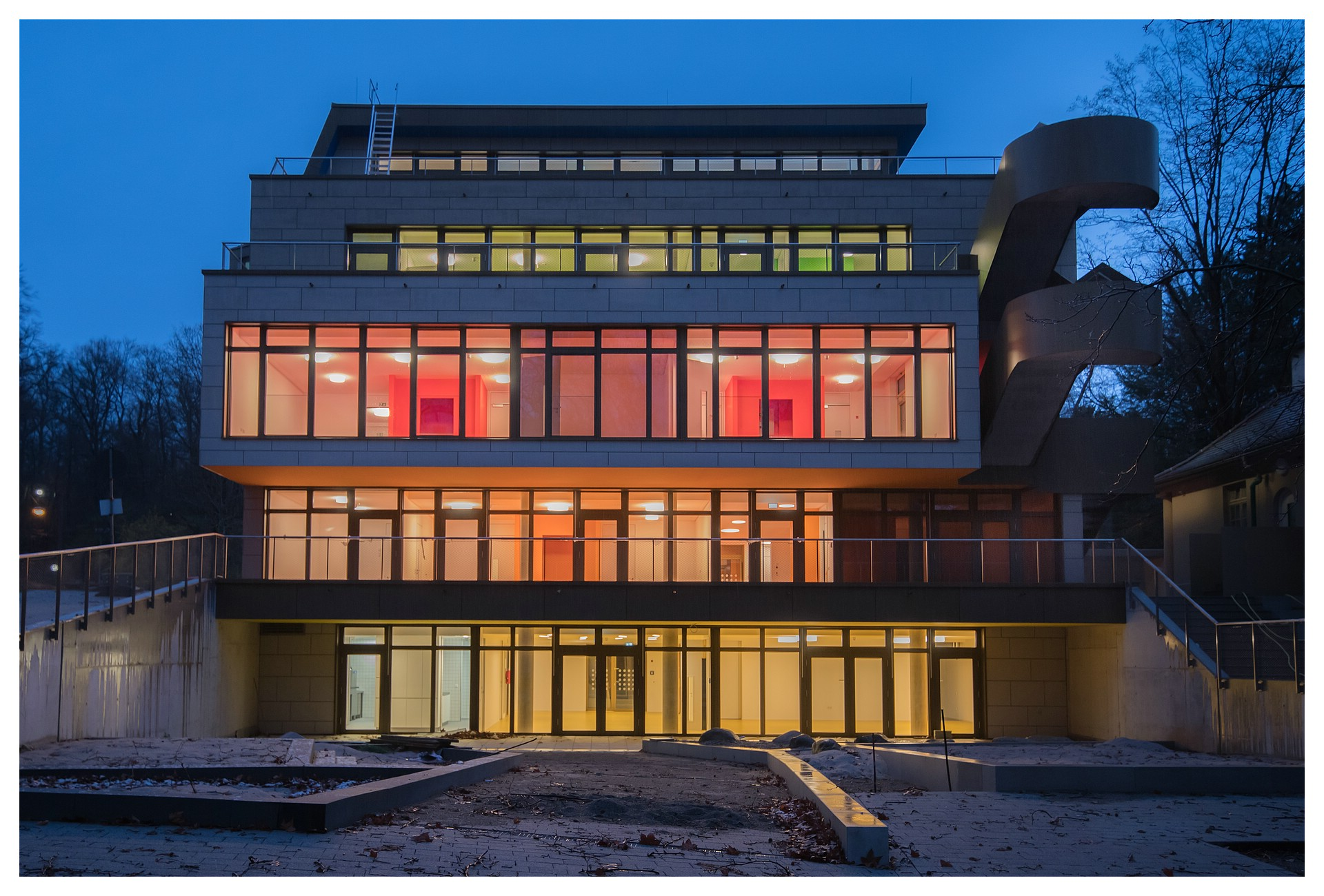
Olgakrippe bei Nacht, Taubenheimstraße Stuttgart-Bad Cannstatt
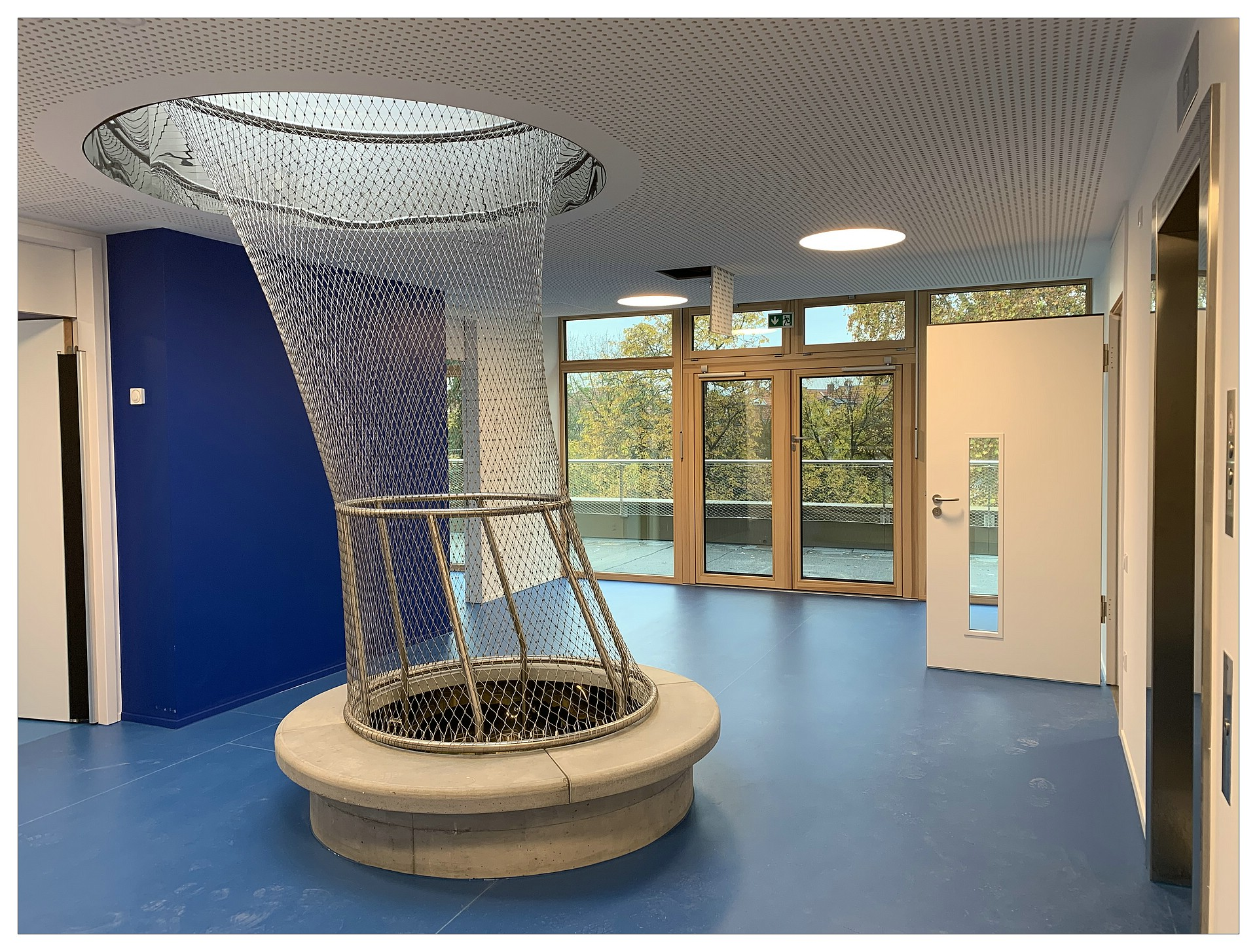
Olgakrippe Taubenheimstraße Stuttgart-Bad Cannstatt Eingangsbereich
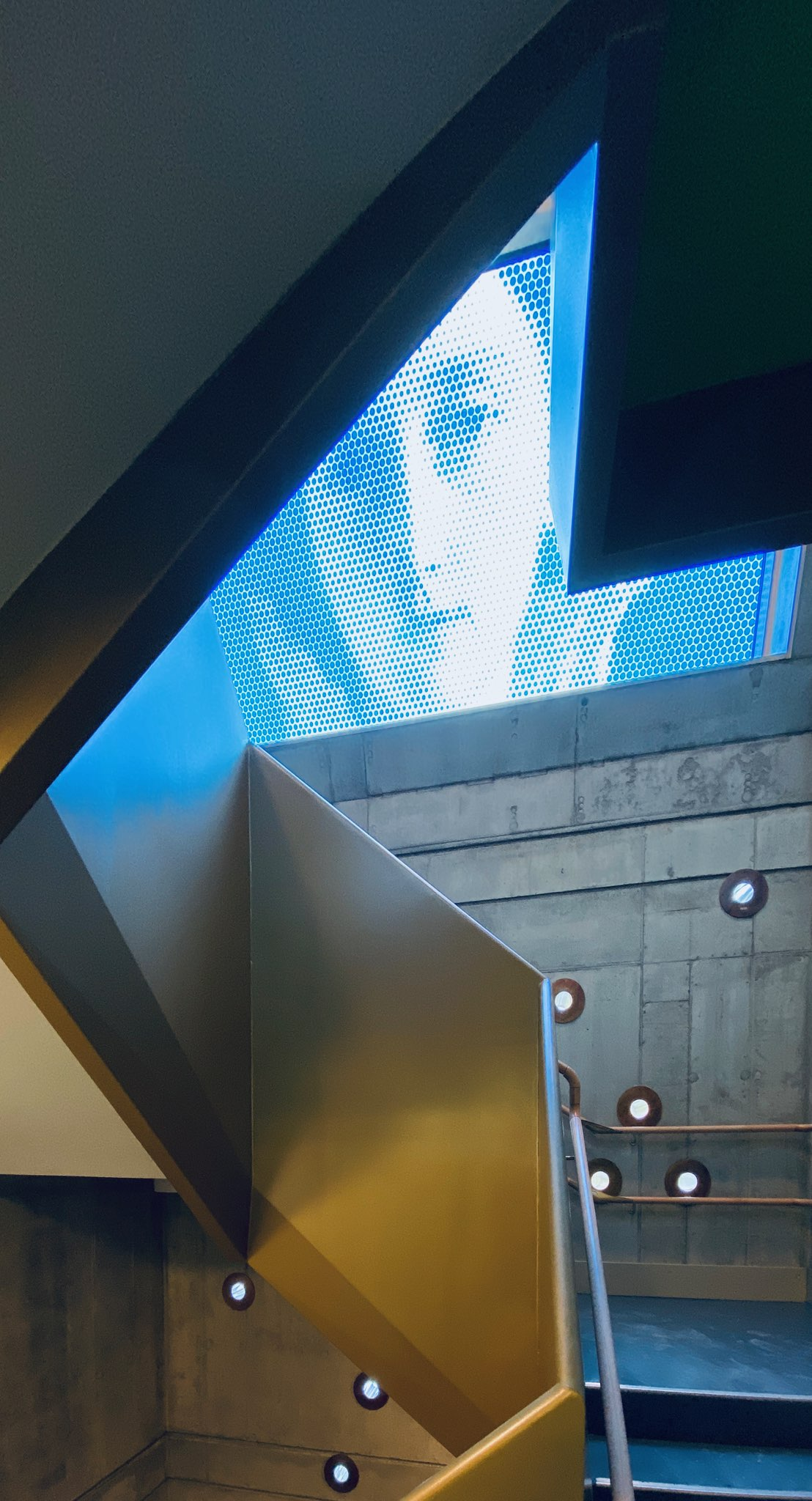
Olgakrippe Taubenheimstraße Stuttgart-Bad Cannstatt, Treppenhaus mit Porträt von Königin Olga

## Veröffentlichungen
- Ronald Grätz, Jörg Esefeld, Werner Lorke u. a.: Lameba, La Meva Barcelona, Mi Barcelona,  Mein Barcelona. 1. Auflage. Esefeld & Traub, Stuttgart 2024, ISBN 978-3-9818128-8-6.
- Wolfgang Mayer: Silberschmuck aus Nubien ein fast verlorenes Kulturgut. Sammlung Sibylle und Wolfgang Mayer (Edition Esefeld & Traub. Band 14). Esefeld & Traub, Stuttgart 2021, ISBN 978-3-9818128-5-5.
- Wilfried Dickhoff, Kasper König (Hrsg.): In Between Das Kunstprojekt der EXPO 2000. DuMont, Köln 2000, ISBN 3-7701-5405-3.
- EinBlick Landschaftsarchitektur Wien. Edition Planbox, Wien 2000, ISBN 3-901512-05-5.
- Ute Heimrod, Günter Schlusche, Horst Seferenes (Hrsg.): Der Denkmalstreit - das Denkmal? Die Debatte um das Denkmal für die ermordeten Juden Europas. Eine Dokumentation. Philo Verlagsgesellschaft, Berlin / Wien 1999, ISBN 3-8257-0099-2.
- E. Szymczyk-Eggert, H. Luz, K. Rücker (Hrsg.): Gärten und Parks in Stuttgart. E. Ulmer Verlag, Stuttgart 1993, ISBN 3-8001-6515-5.